# Bragadiru
Bragadiru és una ciutat al sud-oest del comtat d'Ilfov, Muntènia (Romania). Es troba a la vora del riu Ciorogârla, a la part sud-oest del comtat, a una distància de 12,5 km del Kilometer Zero al centre de Bucarest.

## Demografia
Segons el cens del 2011, la població de Bragadiru ascendeix a 15.329 habitants, respecte al cens anterior del 2002, quan es registraven 8.165 habitants. La majoria dels habitants són romanesos (90,8%), amb una minoria de gitanos (1,75%). Per al 6,8% de la població, es desconeix l'ètnia. Des del punt de vista confessional, la majoria dels habitants són ortodoxos (90,75%). Per al 6,87% de la població, no es coneix l'afiliació confessional.